# El Rompido
El Rompido es una localidad perteneciente al municipio de Cartaya, provincia de Huelva, comunidad autónoma de Andalucía, España. Está situada a 8 km del núcleo principal, en el margen izquierdo del río Piedras, y en 2021 tenía una población de 2124 habitantes.
Lo que conocemos actualmente como El Rompido era durante los siglos XIV-XVI un pequeño enclave habitado llamado San Miguel de Arca de Buey, en torno a la fortaleza castillo con la que compartía dicho nombre, perteneciente a Álvaro de Zúñiga y Sotomayor, duque de Béjar (del Señorío de Gibraleón), que tras los continuos asedios de portugueses y sarracenos, quedaría en completa destrucción. De ahí el derivado topónimo heredado de "El Rompido", pues las crónicas hablan de una villa completamente desolada, además de su castillo que perteneció en su origen, a la portuguesa Orden de Cristo (reconvertida Orden del Temple a la que pertenecía el ducado de Béjar). extracto documental:
"...Escrituras sobre peticiones, perdón de deudas, limosnas hechas al duque Francisco Diego.Por escritura de 17 de agosto de 1592 ordena al alcaide de Herrera del Duque, Badajoz, que se castiguen los delitos que se venían cometiendo, como robo de ganado en las dehesas de Zihara y Estena, Huelva. El duque Francisco Diego ordena por escritura de 6 de marzo de 1596 juicio y encarcelamiento del administrador de los dotes para huérfanas, que en la villa de Bucedas, Ávila, fundó, por haber malgastado el capital de la fundación. Dispone por escritura de 18 de mayo de 1597 favorecer la repoblación de la villa de San Miguel de Arca de Buey, Huelva..."
Como se puede certificar, San Miguel del Arca de Buey no fue el castillo en sí, sino el topónimo de la villa en el que estaba incluida la fortaleza.

## Origen toponímico de "El Rompido"
Según se certifica en distintos documentos históricos pertenecientes a los archivos españoles (PARES), este vocablo o terminología empleada para derivar en su significado a "roto", era una expresión popular y cotidiana en el léxico gramatical de la Edad Media y posterior (lengua castellana antigua).

...Las pregmaticas que su Magestad ha mandado hazer en este año de mill y quinientos y cincuenta y dos para remedio delas grandes carestias y desordenes que auia en estos reynos en algunas cosas y para que no aya reuendedores dellas, y de como se ha[n] de arre[n]dar las dehesas para los ganados, y de los pastos y dehesas concegiles que se ha[n] rompido, como se ha[n] de reduzir a pastos como lo eran antes, y enlo q[ue] toca alos paños, como no se han de sacar destos reynos ni las cosas a ellos toca[n]tes...
 Documento de Salcedo, Atanasio. Año 1552

## Historia
Previa a su fundación existía el fuerte o castillo de San Miguel de Arca de Buey. Fue un ejemplo más de un proceso de repoblación que aconteció a mediados del siglo XV en la Baja Andalucía (provincias de Huelva, Sevilla, Córdoba y Cádiz) cuando surgieron entonces muchas “nuevas poblaciones” por iniciativa de los monarcas, concejos, o de los nobles dueños de los respectivos territorios (además de San Miguel, surgieron Villanueva de los Castillejos, El Granado así como aldeas menores en el Señorío de Gibraleón), para revitalizar las comarcas abandonadas desde la expulsión de los musulmanes.
La carta fundacional de San Miguel se redactó el 6 de abril de 1458 por orden de Don Álvaro de Zúñiga. Se desconoce el origen de sus repobladores, aunque debieron ser procedentes del Norte de España y de Portugal. 
De 1510 a 1534 hay una etapa de crisis para todo el señorío de Gibraleón. En San Miguel decrece la población un tercio. Las causas pueden ser varias, como el Descubrimiento de América que supuso la emigración a estas nuevas tierras, también otras causas como malas cosechas o epidemias.

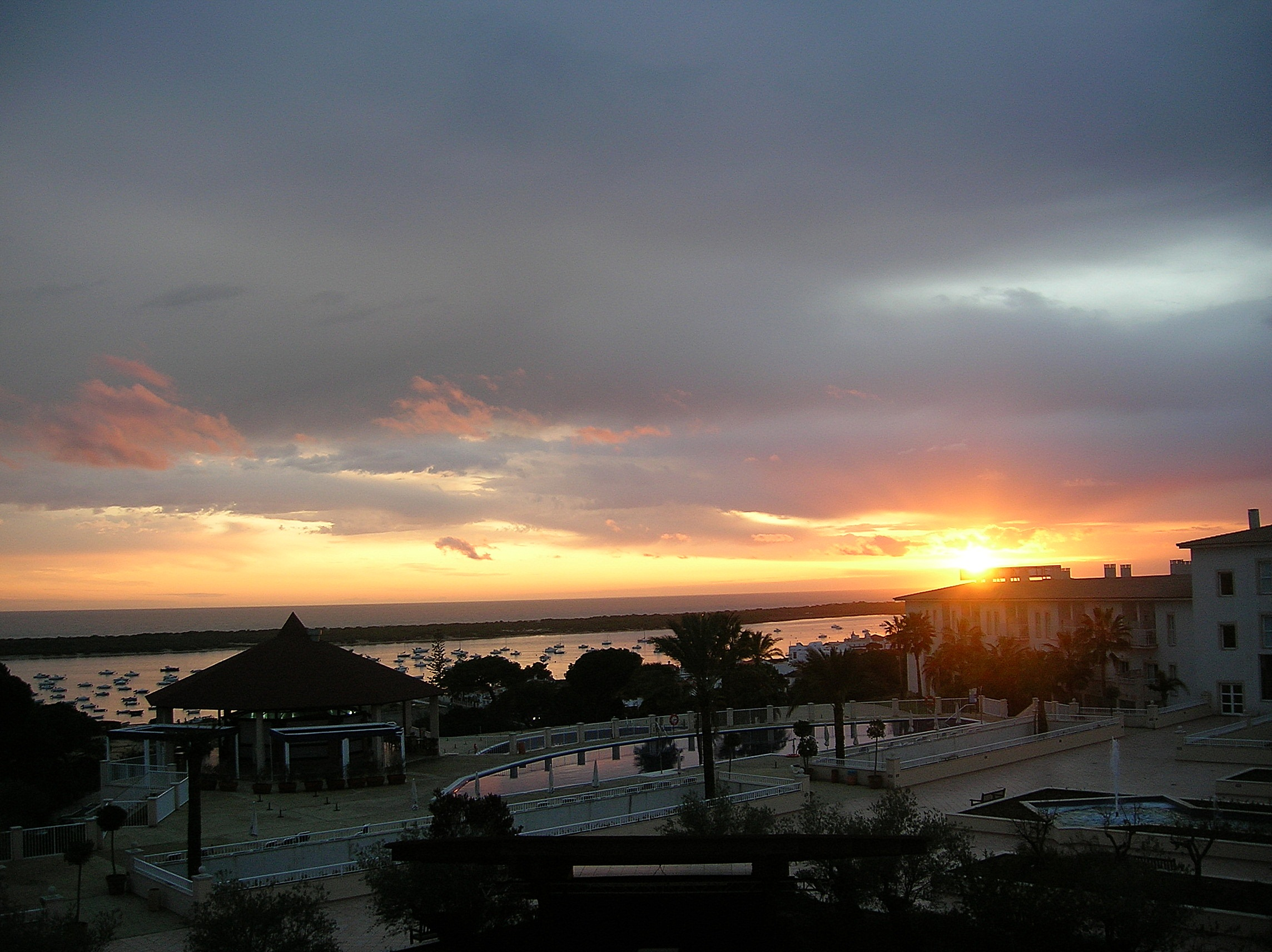
Puesta de sol invernal.

De 1534 a 1637 la población crece en casi toda la provincia pero no en San Miguel. El pueblo fue saqueado muchas veces pues las continuas y productivas expediciones cargadas de riqueza que arriban desde América a los puertos andaluces, atrajeron a estas una porción de piratas que fueron el terror de los marinos y que atacaban a las indefensas poblaciones, y también a ciudades como Cádiz y Gibraltar. Por este motivo Felipe II mando organizar la defensa de las costas con la construcción de fortificaciones, una en Punta Umbría y otra junto a la Laguna del Portil. También quisieron hacer otras en otros lugares incluido San Miguel de Arca de Buey.
No obstante el 10 de agosto de 1577 D. Luis Bravo Laguna, recomienda que se repare la fortaleza de San Miguel, construyéndose en ella un torrejoncillo para que sirva de luminaria y dar aviso a las otras torres. El saqueo siguió y San Miguel terminó despoblado, por lo que, en 1597 se tuvo que publicar una nueva carta de repoblación de la villa. Pero continuaron los mismos problemas que hicieron que en 1630 se despoblara la villa totalmente.
En enero de 1651 Cartaya tomó posesión de San Miguel, el primero de enero, en virtud del poder dado por el Duque de Béjar al Corregidor y Justicia Mayor de Gibraleón para que en su nombre se posesionase de la villa de San Miguel de Arca de Buey. El gran terremoto de 1755 destruyó toda la iglesia con su torre.
Como monumento más representativo queda el antiguo Faro, construido en 1861, de estilo industrial del siglo XIX, declarado de interés local, y reemplazado en su uso por el nuevo faro de El Rompido, construido a mediados de la década de 1970. La dehesa de San Miguel, donde se ubica El Rompido, está catalogada por parte de la Diputación Provincial como zona de yacimiento arqueológico.
La identidad, historia y cultura de El Rompido están indisolublemente ligados a la mar y la pesca, como refleja el Real de la Almadraba de Nueva Umbría (Lepe), recientemente declarado Bien de Interés Cultural, por iniciativa de la Asociación de Vecinos El Rompido, o las pateras tradicionales conocidas como “amarraíllos históricos”, fondeadas en la ría del Piedras.

## Medio físico y urbano
El Rompido está situado a 8 kilómetros al sur de esta Cartaya (Huelva), municipio del que depende administrativamente. Es una localidad marinera que cuenta con la peculiaridad de tener dos faros muy juntos entre sí: el antiguo Faro, decimonónico, y el actual Faro de El Rompido, de los años setenta.

Uno de los mayores atractivos de la localidad es el panorama de la Flecha del Rompido, ubicada en el municipio de Lepe, al otro lado del río Piedras, y que forma parte del Paraje Natural Marismas del Río Piedras y Flecha del Rompido. La Flecha constituye una de las únicas formaciones terrestres móviles de Europa. Crece 40 metros anuales por efecto de la sedimentación de arenas producida por la dinámica mareal. Aquí se ubica la única playa onubense declarada oficialmente nudista. 
Un servicio diario de transbordadores permite cruzar el río Piedras desde el Puerto de El Rompido hasta la Flecha durante todo el verano. 
Además, El Rompido cuenta con la playa fluvial de San Miguel, caracterizada por el fondeo de casi un centenar de pateras tradicionales conocidas como "amarraíllos históricos" por la población local. Las movilizaciones de la Asociación de Vecinos El Rompido han propiciado que la Agencia Pública de Puertos de Andalucía (Junta de Andalucía) regularice el fondeo de este tipo de pateras tradicionales presentes en la ría desde finales del siglo XIX.

## Demografía
El Rompido es un poblado de tradición marinera que en la última década ha duplicado su población, alcanzando los 1946 habitantes en 2020, según datos del Instituto Nacional de Estadística.
| Población | 808 | 872 | 947 | 1023 | 1145 | 1294 | 1398 | 1465 | 1601 | 1629 | 1696 | 1737 | 1745 | 1798 | 1779 | 1792 | 1822 | 1832 |

La edad media de sus habitantes es sensiblemente inferior a la nacional, destacando la mayor proporción de jóvenes y niños respecto al ámbito nacional (19,63% menores de 18 años vs 16,78% a nivel nacional).

## Política
El Rompido es una localidad dependiente del Ayuntamiento de Cartaya. El actual Alcalde es Manuel Barroso Valdés (PP-A).

## Economía
La actividad marinera era la base de la economía local hasta la década de los 80, cuando comienza una etapa de transición hacia una economía enfocada a un modelo turístico de baja densidad, golf y deportes náuticos. Prueba de ello son los diferentes hoteles que se han construido, así como la existencia de tres puertos deportivos adicionales al Puerto de El Rompido. En el centro de la localidad abundan los restaurantes especializados en pescado y marisco, regentados por anteriores marineros y patrones de años de experiencia en la pesca. Sin embargo, actualmente se dedica a la pesca menos de un 10% de la población local y el turismo ha sustituido a la actividad pesquera como motor económico de este núcleo costero (INE, 2014), registrándose durante la última década un incremento del número de visitantes que ha facilitado que, desde 2014, El Rompido esté considerado como Zona de Gran Afluencia Turística. Esta afluencia turística se concentra fundamentalmente en la temporada estival, cuando los cuatro hoteles de calificación igual o superior a 4 estrellas registran índices de ocupación cercanos al 100%.
Según un estudio realizado por la Universidad de Huelva en 2016, solo un 3% de la población local declara ingresos mensuales inferiores al salario mínimo interprofesional y más del 60% de los encuestados declara ingresos superiores a los 1500 euros mensuales.

### Turismo

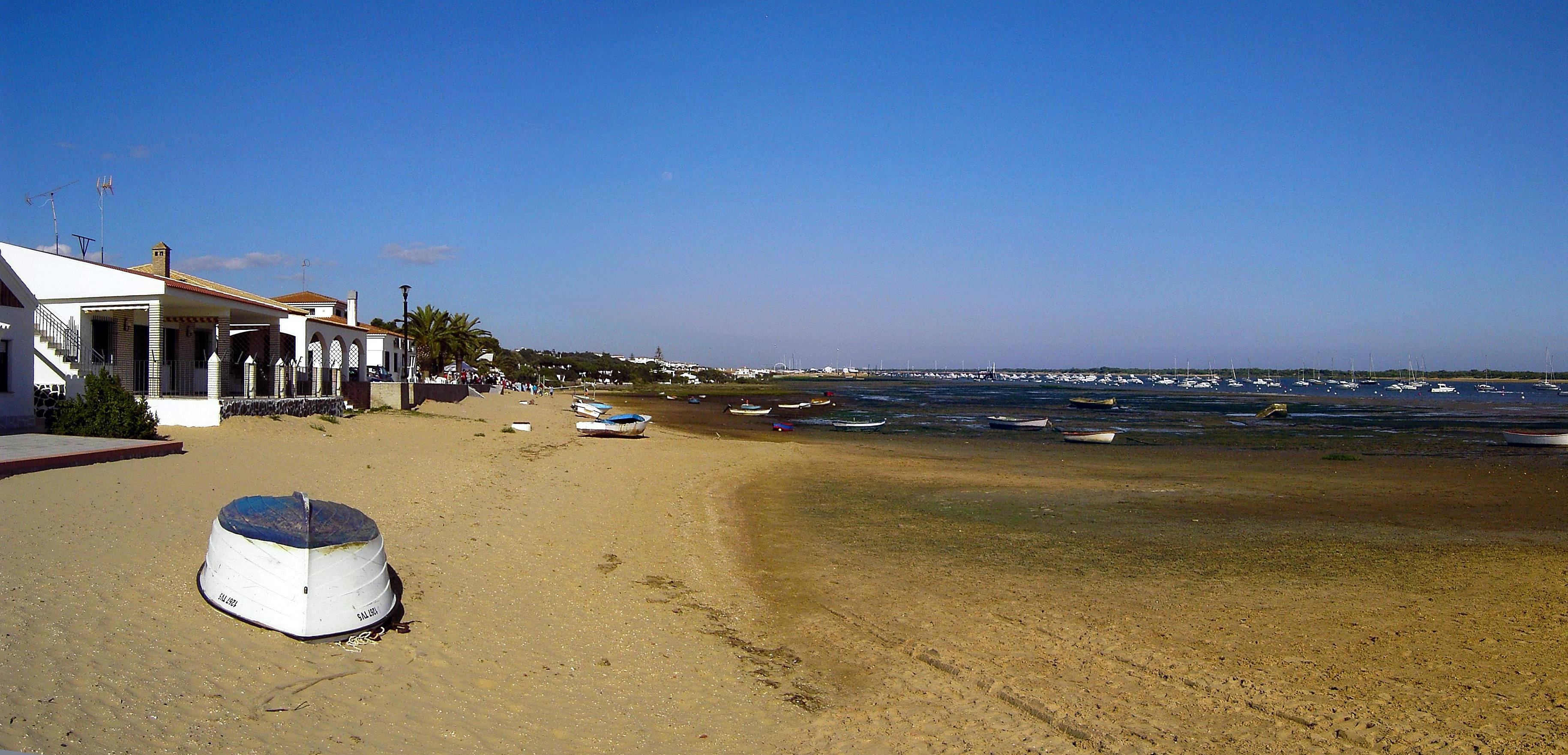
Casitas de pescadores a los pies del río Piedras.

Si bien es en los años 1970 y 1980 cuando aparecen los primeros turistas, la región acoge visitantes desde 1960. Estos primeros veraneantes, al ser pocos y congregados en familias, se integran rápidamente con las gentes del lugar. Sin embargo es con la llegada del siglo XXI cuando la localidad (y toda la zona de la Costa de la Luz) emprende una modernización enfocada al turismo de sol, playa, golf y deportes náuticos. En sus inmediaciones se construyen entonces cuatro hoteles de cuatro y cinco estrellas, un pequeño centro comercial y diversos campos de golf.
Como destino turístico, El Rompido recibe actualmente dos perfiles de visitantes: aficionados al golf mayores, procedentes de países de la UE como Francia, Alemania o Reino Unido, y turismo familiar interior, familias españolas con niños a su cargo atraídas por la oferta gastronómica y de sol y playa.

## Festividades
El último fin de semana del mes de julio se celebran las fiestas en honor a la Virgen del Carmen, en la que se celebra la tradicional regata de pateras. El domingo procesiona la imagen, a la que los marineros pasean en barco por el río Piedras para brindarle una peculiar ofrenda de flores a bordo de las embarcaciones.